# Arduino Colato
 (août 2016).
Si vous disposez d'ouvrages ou d'articles de référence ou si vous connaissez des sites web de qualité traitant du thème abordé ici, merci de compléter l'article en donnant les références utiles à sa vérifiabilité et en les liant à la section « Notes et références ».
Arduino Colato est un peintre et dessinateur italien né à Vérone le 17 novembre 1880 et mort à Paris 6e le 1er février 1954.
Il a passé l'essentiel de sa vie en France.

## Biographie
Arrivé à Paris en 1900, Arduino Colato sera hébergé au 26, rue de Fleurus dans le 6e arrondissement par Victoria Bontempo. Peintre post-impressionniste, Colato s'est essayé à l'art naïf inspiré du Douanier Rousseau vers 1908. Il avait pour voisines Gertrude Stein et Alice B. Toklas qui vivaient au 27, rue de Fleurus. Il a connu et côtoyé entre autres Pablo Picasso, Ernest Hemingway, Francis Picabia, Henri Matisse, Georges Braque et Bernard Buffet.
Par la suite, il s'essayera même au cubisme mais il façonnera son talent dans des études, des esquisses et surtout des peintures au pastel et fusain, huiles et mine de plomb représentant des modèles féminins nus sur principalement des supports papier ou carton.
Il sera présent au Salon des indépendants de 1924 à 1930 avec des natures mortes ou des nus féminins. La Revue Moderne des Arts et de la Vie du 30 juillet 1922 dit de lui :

« La carrière artistique d'Arduino Colato est déjà marquée par des œuvres de grande valeur dont plusieurs ont obtenu de vifs succès aux expositions. Colato est né à Vérone (Italie) en novembre 1880, il vint à Paris à l'âge de vingt ans et a fait carrière dans notre pays. Cet artiste préfère le portrait et le nu. Ses études de nus généralement dessinées sont fort estimées, ce sont des œuvres délicates et fines, dont quelques-unes par leur grâce et leur dessin souple, rappellent certains dessins des maitres du XVIIIe siècle. Colato a fait aussi de nombreuses natures mortes, ainsi que des vues de villes d'Italie : Venise, Vérone etc. Du reste son envoi au salon des artistes français a été constitué par un remarquable tableau intitulé Une place à Vérone. L'artiste a su apporter la plus pure inspiration et ses meilleurs moyens d'exécution dans cette représentation de sa ville natale. Colato qui a eu des expositions d'ensemble de ses œuvres notamment à la Galerie Moderne s'avère comme un artiste étonnamment souple et fin. Il emploie des moyens très simples, mais il sait faire preuve d'une grande netteté dans toutcce qu'il représente. Pas de surcharge, pas de détails oiseux ; le trait a de la vivacité en même temps que de la finesse. C'est bien l'art d'un homme qui est né sous un ciel clair et net et qui a connu dans son pays les lignes précises que les objets profilent dans l'espace. »

Arduino Colato repose au cimetière de Mesves-sur-Loire avec son ami Alfred Pina (1887-1966).

## Expositions
- Exposition des artistes italiens de 1929[Où ?].
- Exposition Portraits de Femmes à Faulquemont, du 5 au 24 mars 2016.
- Exposition Les Femmes de Colato, médiathèque Faulquemont du 17 janvier 2017 au 5 février 2017.
- Exposition à Mesves-sur-Loire, les 15, 16 et 17 avril 2017[5].